# (287693) Hugonnaivilma
(287693) Hugonnaivilma est un astéroïde de la ceinture principale.

## Description
(287693) Hugonnaivilma est un astéroïde de la ceinture principale. Il fut découvert le 24 août 2003 à Piszkesteto par Krisztián Sárneczky et Brigitta Sipőcz. Il présente une orbite caractérisée par un demi-grand axe de 2,35 UA, une excentricité de 0,22 et une inclinaison de 1,5° par rapport à l'écliptique.

## Compléments